# Loud Tour
Die Loud Tour war die vierte Tournee der Sängerin Rihanna anlässlich ihres fünften Albums Loud. Die Tour wurde am 7. Dezember 2010 angekündigt und umfasste 99 Konzerte, beginnend am 4. Juni 2011 in Baltimore, Vereinigte Staaten, und endend in London am 22. Dezember 2011. Aufgrund der Nachfrage in Großbritannien wurde die Tournee mehrmals verlängert.

## Hintergrund

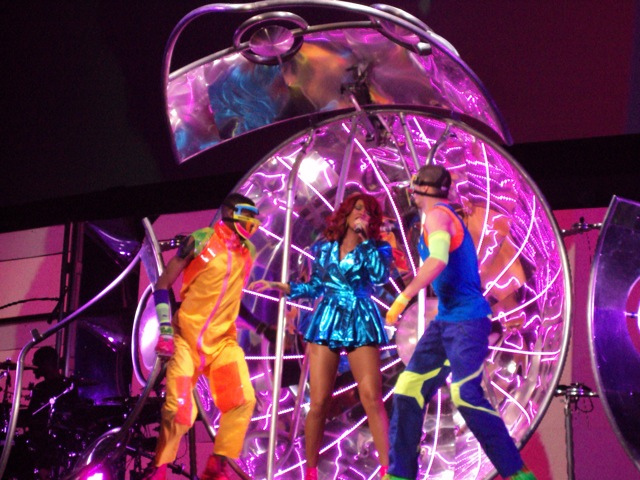
Rihanna singt „Only Girl (In the World)“ als erstes in Oakland.

Dem amerikanischen Billboard Magazin sagte die Sängerin in einem Interview: „Ich freue mich, raus auf die Straße zu gehen und meine Musik vorzustellen.“ Auf dem Roten Teppich der Grammy Awards im Februar 2011 sagte sie: „Wir wollen die Tournee in der ersten Juni-Woche 2011 in den Vereinigten Staaten starten. Es ist die Loud-Ära, ich bin wirklich sehr aufgeregt, es wird neue Farben, eine neue Bühne und eine komplett neue Show geben...“ Nach ihrem Auftritt bei American Idol im April 2011 sprach sie über das Design der Bühne: „Wir haben gerade die Bühne entworfen und wir haben einen Bereich geplant, indem die Fans in die Show und in die Bühne mit eingebunden werden und näher als jemals zuvor an mir und der ganzen Crew dran sein werden. Man ist ein echter VIP.“
Renault Großbritannien war zusammen mit Nivea ein offizieller Sponsor der Tour.
Ende Juni 2011 wurde bekannt, dass CeeLo Green die Tournee verlässt. Gründe dafür waren Terminüberschneidungen mit der Castingshow The Voice, in der CeeLo Green mitwirkt, sowie weitere neue Projekte, wie die Aufnahme seines neuen Albums und das Schreiben eines Buches.
Am 11. Juli 2011 trat Rihanna in Birmingham (Alabama) auf. Die Einnahmen dieses Konzerts waren ausschließlich für die Opfer der Tornado Katastrophe im April 2011 in Alabama gedacht. Es wurden um die 250.000 Dollar eingenommen.

## Verlauf

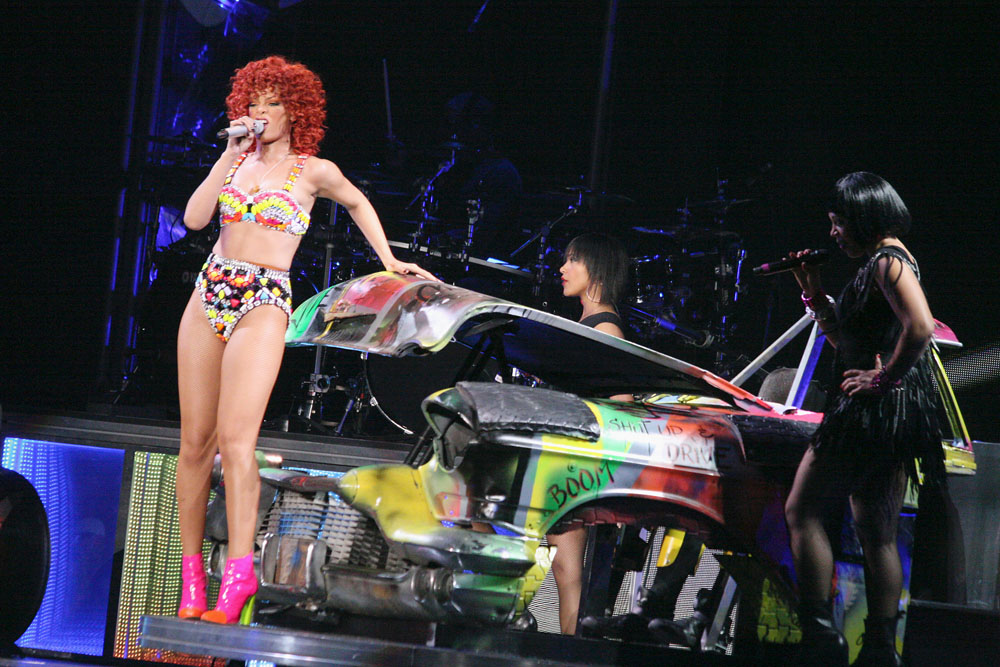
Rihanna singt „Shut Up and Drive“ als drittes in Minneapolis.

Das Konzept der Showbühne war eine riesige Lautsprecherbox, die den Namen der Tournee widerspiegelte. Die Show begann mit verschiedenen Videoeinspielern, die auf vier beweglichen, runden Bildschirmen gezeigt wurden und Rihannas Ankunft ankündigten. Sie trug einen blauen Mini-Trenchcoat und rosa Stiletto-Stiefel mit neon-grünen Fersen und sang „Only Girl (In the World)“, die erste Single aus Loud. Nach Beendigung des Lieds zeigte sie sich in einem Day-Glo-Bikini und folgte mit den Liedern „Disturbia“ und „Shut Up and Drive“ von ihrem 2007er-Album Good Girl Gone Bad. Sie setzte das Konzert mit „Man Down“ fort.
In einem BDSM-angehauchten Bühnenbild sang Rihanna zunächst eine Coverversion von Prince’ „Darling Nikki“, bei dem sie einen Smoking trug und mit einem Stock so tat, als ob sie drei fast nackte Tänzerinnen schlagen würde. Danach ging sie über in „S&M“. Sie zog ihren Smoking aus und trug nur ein weißes Bondage-Korsett und Handschellen um die Handgelenke. Dann sang sie „Skin“, ein weiteres Lied von Loud, bei dem sie einem weiblichen Fan einen Lapdance, der in den Medien für große Diskussionen sorgte, gab. Rihanna ließ sich dazu von Nicki Minaj inspirieren, welche bei Konzerten ausgewählte Personen ebenfalls antanzt. Später versprach Rihanna, dass sie bei jedem Konzert in Nordamerika Lapdances geben werde. Nach einem Video-Einspieler und dem Auftritt von „Raining Men“, wechselte das Bühnenbild in ein militärisches Thema, das mit „Hard“ aus 2009 startete. Unter anderem erschien ein rosa Panzer, der schon bei der Last Girl on Earth Tour eingesetzt wurde. Es folgten zu dem Thema die Lieder „Breakin’ Dishes“ und „The Glamorous Life“, eine Coverversion von Sheila E. Am Ende des Themas sang Rihanna ein Medley aus „Run This Town“ und „Live Your Life“.
Nach dem Thema und einem weiteren Video-Einspieler erschien Rihanna mit einem gelben Kleid auf einer Plattform und sang ihre Balladen „Unfaithful“, „Hate That I Love You“ und „California King Bed“. Sie fuhr mit einer westindisch inspirierten Performance ihrer Hits „What’s My Name?“ und „Rude Boy“ fort. Danach sang sie die Party-Hymnen „Cheers (Drink to That)“ und „Don’t Stop the Music“ und beendete das Thema mit der R&B-Ballade „Take a Bow“.
Zum Schluss des Konzerts spielte sie eine Zugabe von „Love the Way You Lie (Part II)“ und „Umbrella“.

## Zwischenfälle

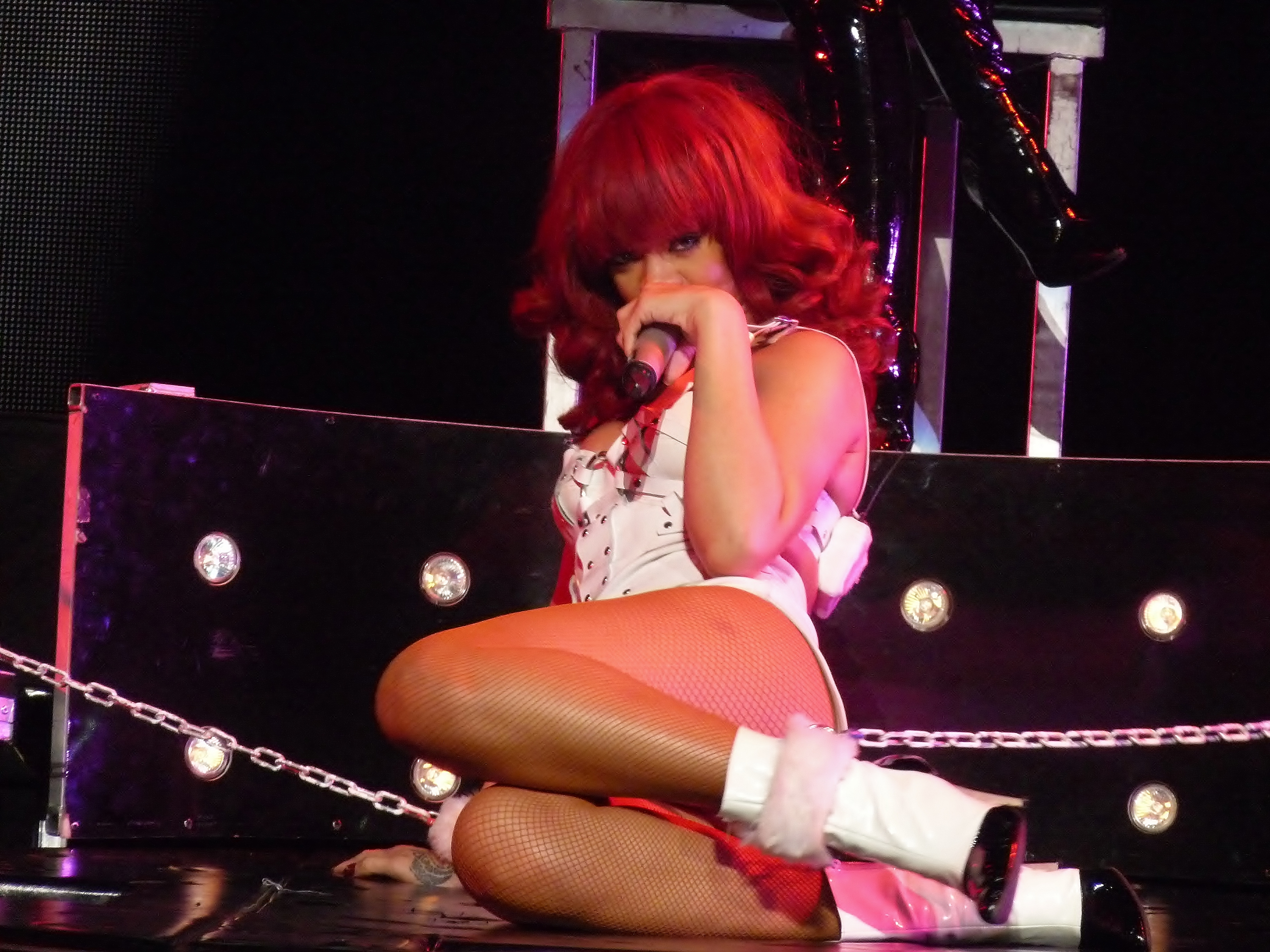
Rihanna singt „S&M“ als sechstes Lied.

Bei dem Auftritt am 25. Juni in Vancouver stürzte Rihanna während ihrer Performance von „What’s My Name?“ auf der Bühne. Rihanna verletzte sich nicht, stand direkt wieder auf und sang weiter. Jedoch wurden nach dem Sturz Gerüchte laut, wie „Rihanna singe nicht live“ oder „Rihanna bewege ihren Mund zur Playback-Aufnahme“. Diese Gerüchte entstanden, da während des Sturzes das Lied mit Gesang weiterlief, obwohl Rihanna zu diesem Zeitpunkt ihr Mikro nicht in Mundnähe hatte. Aber es ist deutlich erkennbar, dass der Gesang beim Sturz leiser geworden ist, und dass der Gesang von ihren Backgroundsängerinnen stammte.
Am 8. Juli, beim Konzert in Dallas, Texas, fing ein Scheinwerfer an der Hallendecke Feuer. Ein Zuschauer beschrieb den Vorfall so: „Das Feuer brach aus, nachdem Rihanna ‚California King Bed‘ sang. Ich glaube, es hatte etwas mit der Beleuchtung oder mit dem Feuerwerk, das am Ende des Auftritts startete, zu tun. Auf jeden Fall sah man große Flammen und einzelne Funken von der Decke auf die Bühne fallen.“ Aufgrund dieses Vorfalls und der Sicherheit der Zuschauerinnen und Zuschauer wurde das Konzert abgebrochen. Rihanna entschuldigte sich später via Twitter bei den Fans und sagte, dass nichts Schlimmeres passiert sei und sie und ihr Team sich jetzt dieser Sache annehmen werden, damit sich der Vorfall nicht wiederhole.
In Schweden strich Rihanna zwei von drei Shows. Die abgesagten Shows sollten in Malmö und Stockholm stattfinden. In Malmö wurde die Show 40 Minuten, bevor sie starten sollte, abgesagt. In Stockholm wurde die Show 40 Minuten, nachdem sie beginnen sollte, abgebrochen. Rihannas Management und der Arrangeur sagten, dass Rihanna die Shows aus gesundheitlichen Gründen abgesagt hat.

## Kritik

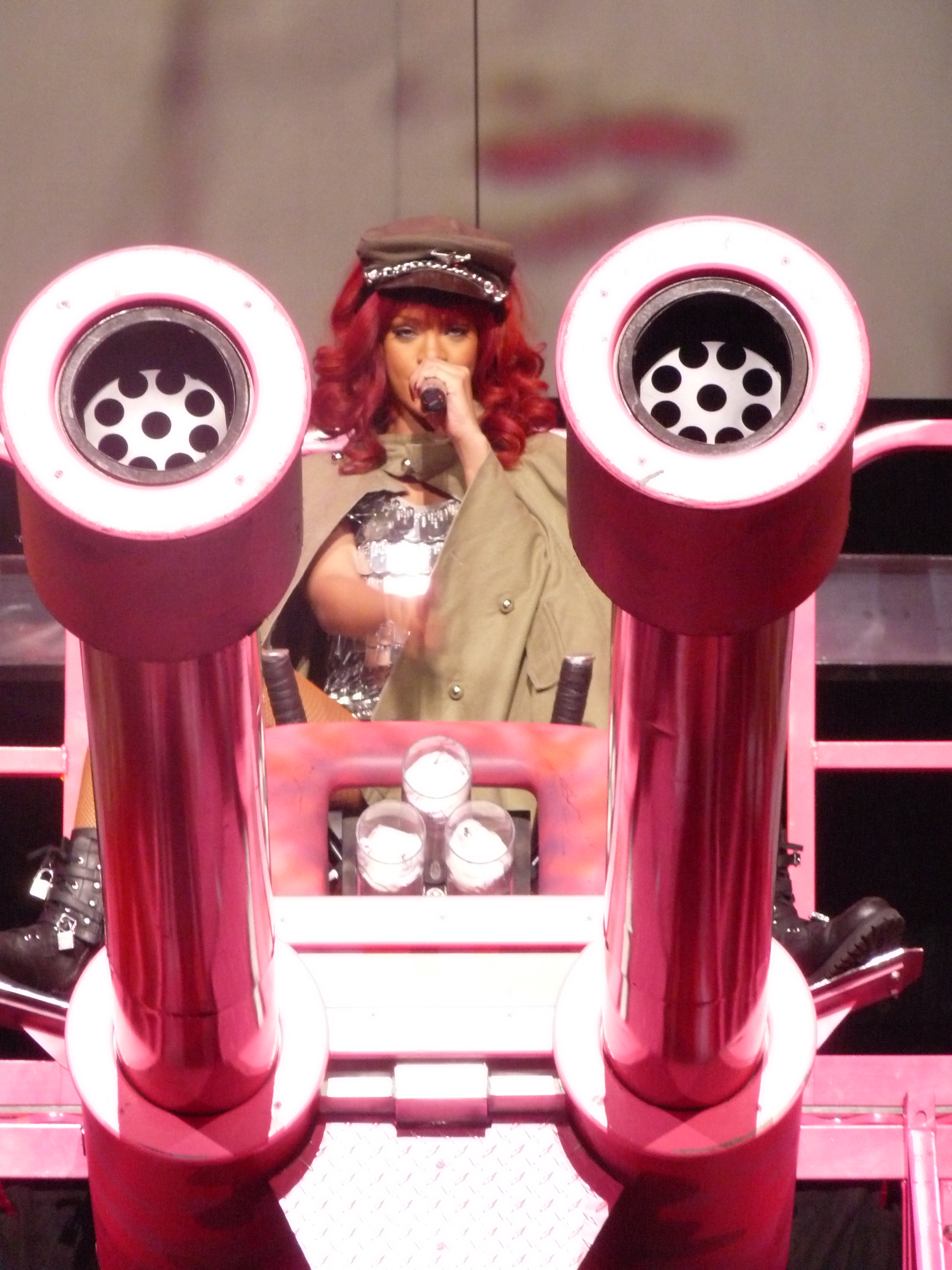
Rihanna singt „Raining Men“ als neuntes.

Kritiker lobten die Tour und beschrieben sie teilweise als „Rihannas beste Tournee bisher“. Jane Stevenson von der Toronto Sun sagte: „Es ist ein zwei Stunden Konzert von Rihannas bisher bester Seite.“ Bernard Perusse von der Montreal Gazette erklärte, die Tour sei ein visuelles Spektakel. Jon Brean von der Minneapolis Star Tribune sagte: „Die Barbadische Schönheit ist visueller, erfolgreicher, sexueller und stärker als sie jemals zuvor war.“ Amanda Ash von der Vancouver Sun erklärte: „Rihanna weiß, wie man eine sexy Party schmeißt.“
Nation News Barbados kommentierte das Barbados-Konzert: „Der Name von Rihannas Welttournee beschreibt ausreichend die Erfahrungen bei der bis dato größten Show auf Barbados. Es ließ eine lange Zeit auf sich warten, aber für Rihannas erste große Show in Barbados hat sich das Warten gelohnt. Die Fans mussten letzte Nacht über eine Stunde warten, bis sie den Star zu Gesicht bekamen. Aber die Zeit, als Rihanna die Bühne betrat und „Only Girl (In the World)“ sang, über das siebenfache Umziehen bis hin zu Umbrella am Ende, war ergreifend. Von ihren endlosen Hits wie „S&M“, „Man Down“, „Hard“, „Pon de Replay“ und „Unfaithful“; die spektakuläre Bühne und ihrem Solo-Spiel auf dem Schlagzeug, war das Mädchen, das in der Nähe der Westbury Road aufwuchs, genial. Basierend auf den Gerüchten über ihr Bühnenverhalten außerhalb Barbados, schien es, als hätte sie ihr Handeln für ihr Heimpublikum abgeschwächt. Dennoch war die Dynamik auf den Punkt.“

## Broadcasts und Aufnahmen
Rihannas Auftritt während des Rock in Rio Festivals wurde live in Brasilien auf Multishow, Globo.com und Rede Globo gesendet. Außerdem wurde es auf YouTube übertragen.

## Vorgruppen
- J. Cole (Nord- & Mittelamerika)[29]
- CeeLo Green (Nordamerika) (bis 22. Juni 2011)[30][31]
- B.o.B (Nordamerika) (bestimmte Daten)[32]
- DJ Dummy (Nordamerika) (bestimmte Daten)[33]
- Cover Drive (Barbados)
- Calvin Harris (Europa) (bestimmte Daten)[34]

## Setlist
1. „Only Girl (In the World)“
2. „Disturbia“
3. „Shut Up and Drive“
4. „Man Down“
5. „Darling Nikki“ (1984 von Prince geschrieben)
6. „S&M“
7. „Let Me“¹
8. „Skin“
9. „Raining Men“
10. „Hard“
11. „Breakin’ Dishes“
12. „The Glamorous Life“ (1984 von Sheila E. gesungen)
13. Medley: „Run This Town“ & „Live Your Life“
14. „Unfaithful“
15. „Hate That I Love You“
16. „California King Bed“
17. „What’s My Name?“ (enthält Inhalte von „Pon de Replay“ und „Touch Me, Tease Me“)
18. „Rude Boy“
19. „Cheers (Drink to That)“
20. „Don’t Stop the Music“
21. „Take a Bow“¹

Zugabe
1. „Love the Way You Lie (Part II)“
2. „Umbrella“
3. „We Found Love“¹

¹Wurde nur an bestimmten Daten gesungen

### Besonderheiten

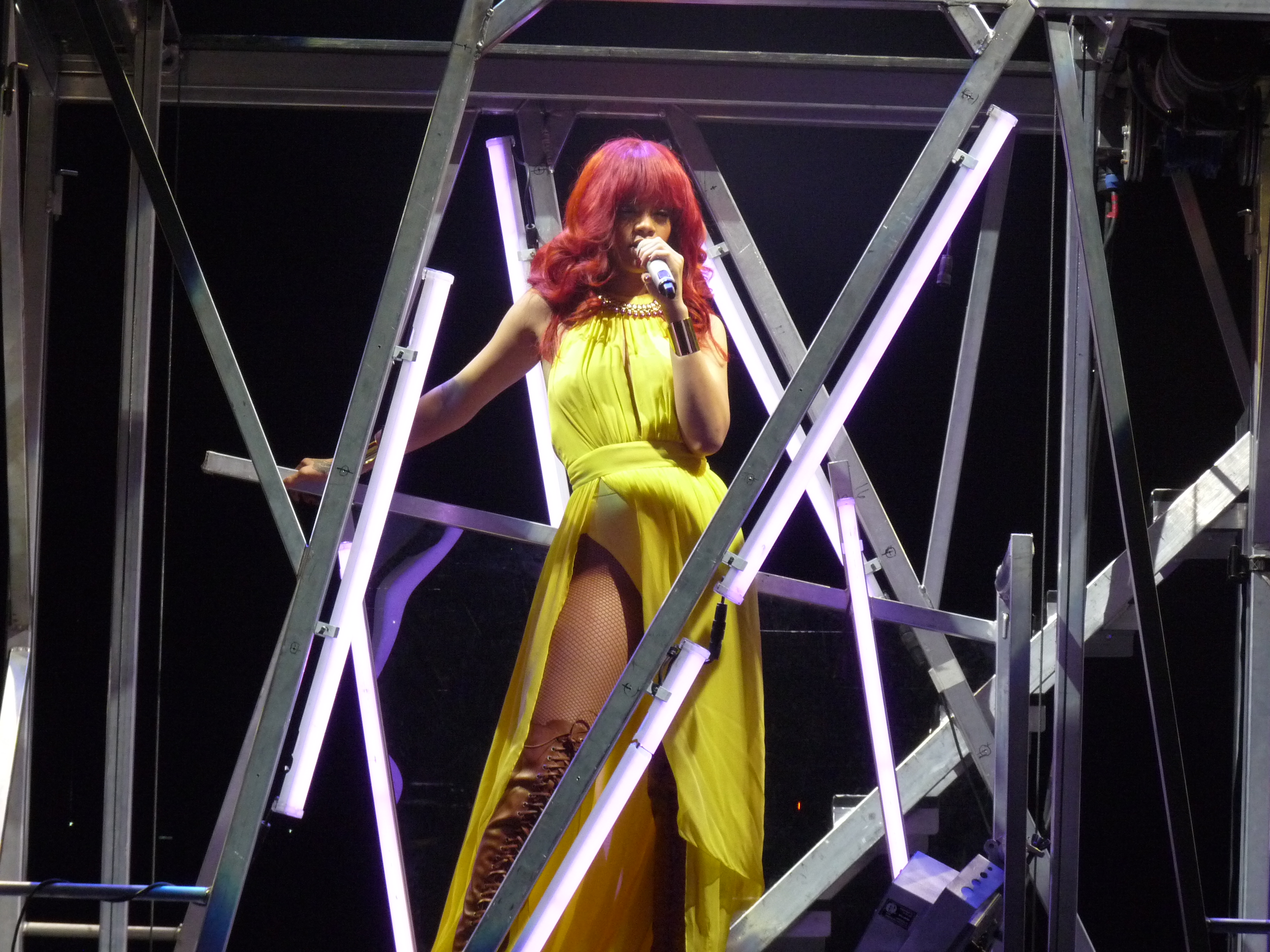
Rihanna singt „Unfaithful“ als vierzehntes in Sunrise.

- Während der Konzerte in Toronto (Kanada), Winnipeg (Kanada), Anaheim (Kalifornien) und Philadelphia (Pennsylvania) wurde „Fading“ anstelle von „Cheers (Drink to That)“ gesungen.[35]
- Während der jeweils zweiten Konzerte in Toronto (Kanada) und Montreal (Kanada) kam Drake als Specialguest auf die Bühne und sang „I’m On One“, zwischen „California King Bed“ und „What’s My Name?“, welches er gemeinsam mit Rihanna sang.[36]
- Während des Konzerts in Birmingham (Alabama) sang Rihanna eine Coverversion des Songs „Sweet Home Alabama“.
- Während des Konzerts in Hempstead (New York) kam Kanye West als Specialguest auf die Bühne und sang gemeinsam mit Rihanna „All of the Lights“ und „Run This Town“, anstelle von „Love the Way You Lie (Part II)“.[37]
- Während des Konzerts in East Rutherford (New Jersey) kam Jay-Z als Specialguest auf die Bühne und sang gemeinsam mit Rihanna „Run This Town“, anstelle von „Love the Way You Lie (Part II)“, und „Umbrella“.
- Während der Konzerte der ersten Etappe in Europa wurde „Redemption Song“ anstelle von „Take a Bow“ gesungen.
- Während der Konzerte in Bergen (Norwegen) wurde, während des Auftritts von „Redemption Song“, an die Opfer der Anschläge in Norwegen 2011 gedacht. Die Namen der Opfer liefen während des Auftritts von Rihanna im Hintergrund ab. Mit ihr auf der Bühne standen außerdem Kinder mit jeweils einer Rose in der Hand.
- Während der Konzerte des V Festivals (Vereinigtes Königreich) wurden „Let Me“, „Breakin’ Dishes“, „The Glamorous Life“, „Live Your Life“, „Hate That I Love You“, „California King Bed“ und „Love the Way You Lie (Part II)“ nicht gesungen. Anstelle von „Live Your Life“ wurde „All of the Lights“ gesungen.[38]
- Während der Konzerte in Brasília (Brasilien) und Rio de Janeiro (Brasilien) wurde „Te amo“ zwischen „Unfaithful“ und „Hate That I Love You“ gesungen.
- Während des Rock in Rio Festivals in Rio de Janeiro (Brasilien) wurden „Let Me“, „Breakin' Dishes“, „The Glamorous Life“ und „Hate That I Love You“ nicht gesungen.
- Während der zweiten Etappe in Europa wurden „Let Me“ und „Take a Bow“ nicht gesungen.
- Ab dem 13. November 2011 wurde „We Found Love“ mit auf die Setlist genommen.

## Tourdaten
| Datum                  | Stadt                | Land                   | Veranstaltungsort                         |
| ---------------------- | -------------------- | ---------------------- | ----------------------------------------- |
| Nordamerika            |                      |                        |                                           |
| 4. Juni 2011           | Baltimore            | Vereinigte Staaten     | 1st Mariner Arena                         |
| 6. Juni 2011           | Toronto              | Kanada                 | Air Canada Centre                         |
| 7. Juni 2011           | Toronto              | Kanada                 | Air Canada Centre                         |
| 8. Juni 2011           | Ottawa               | Kanada                 | Scotiabank Place                          |
| 10. Juni 2011          | Montreal             | Kanada                 | Bell Centre                               |
| 11. Juni 2011          | Montreal             | Kanada                 | Bell Centre                               |
| 14. Juni 2011          | Auburn Hills         | Vereinigte Staaten     | Palace of Auburn Hills                    |
| 15. Juni 2011          | Chicago              | Vereinigte Staaten     | United Center                             |
| 16. Juni 2011          | Minneapolis          | Vereinigte Staaten     | Target Center                             |
| 18. Juni 2011          | Winnipeg             | Kanada                 | MTS Centre                                |
| 19. Juni 2011          | Saskatoon            | Kanada                 | Credit Union Centre                       |
| 21. Juni 2011          | Calgary              | Kanada                 | Scotiabank Saddledome                     |
| 22. Juni 2011          | Edmonton             | Kanada                 | Rexall Place                              |
| 24. Juni 2011          | Vancouver            | Kanada                 | Rogers Arena                              |
| 25. Juni 2011          | Vancouver            | Kanada                 | Rogers Arena                              |
| 28. Juni 2011          | Los Angeles          | Vereinigte Staaten     | Staples Center                            |
| 29. Juni 2011          | Anaheim              | Vereinigte Staaten     | Honda Center                              |
| 30. Juni 2011          | Oakland              | Vereinigte Staaten     | Oracle Arena                              |
| 2. Juli 2011           | Las Vegas            | Vereinigte Staaten     | Mandalay Bay Events Center                |
| 4. Juli 2011           | Albuquerque          | Vereinigte Staaten     | The Pavilion                              |
| 8. Juli 2011           | Dallas               | Vereinigte Staaten     | American Airlines Center                  |
| 9. Juli 2011           | Houston              | Vereinigte Staaten     | Toyota Center                             |
| 11. Juli 2011 (A)      | Birmingham           | Vereinigte Staaten     | BJCC Arena                                |
| 12. Juli 2011          | Atlanta              | Vereinigte Staaten     | Chastain Park Amphitheatre                |
| 14. Juli 2011          | Sunrise              | Vereinigte Staaten     | BankAtlantic Center                       |
| 16. Juli 2011          | Greensboro           | Vereinigte Staaten     | Greensboro Coliseum                       |
| 17. Juli 2011          | Atlantic City        | Vereinigte Staaten     | Borgata Event Center                      |
| 19. Juli 2011          | Hempstead (New York) | Vereinigte Staaten     | Nassau Veterans Memorial Coliseum         |
| 21. Juli 2011          | East Rutherford      | Vereinigte Staaten     | Izod Center                               |
| 22. Juli 2011          | Uncasville           | Vereinigte Staaten     | Mohegan Sun Arena                         |
| 23. Juli 2011          | Philadelphia         | Vereinigte Staaten     | Wells Fargo Center                        |
| 24. Juli 2011          | Boston               | Vereinigte Staaten     | TD Garden                                 |
| Mittelamerika          |                      |                        |                                           |
| 5. August 2011 (B)     | Bridgetown           | Barbados               | Kensington Oval                           |
| Europa                 |                      |                        |                                           |
| 15. August 2011 (C)    | Helsinki             | Finnland               | Hietaniemi Strand                         |
| 17. August 2011 (D)    | Bergen               | Norwegen               | Koengen                                   |
| 18. August 2011 (D)    | Bergen               | Norwegen               | Koengen                                   |
| 20. August 2011 (E)    | South Staffordshire  | Vereinigtes Königreich | Weston Park                               |
| 21. August 2011 (E)    | Chelmsford           | Vereinigtes Königreich | Hylands Park                              |
| Südamerika             |                      |                        |                                           |
| 17. September 2011     | São Paulo            | Brasilien              | Anhembi Convention Center                 |
| 18. September 2011     | Belo Horizonte       | Brasilien              | Mineirinho                                |
| 21. September 2011     | Brasília             | Brasilien              | Nilson Nelson Gymnasium                   |
| 23. September 2011 (F) | Rio de Janeiro       | Brasilien              | Rock in Rio                               |
| Europa                 |                      |                        |                                           |
| 29. September 2011     | Belfast              | Vereinigtes Königreich | Odyssey Arena                             |
| 30. September 2011     | Belfast              | Vereinigtes Königreich | Odyssey Arena                             |
| 1. Oktober 2011        | Belfast              | Vereinigtes Königreich | Odyssey Arena                             |
| 3. Oktober 2011        | Dublin               | Irland                 | The O2                                    |
| 5. Oktober 2011        | London               | Vereinigtes Königreich | The O2                                    |
| 6. Oktober 2011        | London               | Vereinigtes Königreich | The O2                                    |
| 7. Oktober 2011        | Liverpool            | Vereinigtes Königreich | Echo Arena                                |
| 9. Oktober 2011        | Manchester           | Vereinigtes Königreich | Manchester Evening News Arena             |
| 10. Oktober 2011       | Glasgow              | Vereinigtes Königreich | Scottish Exhibition and Conference Centre |
| 11. Oktober 2011       | Glasgow              | Vereinigtes Königreich | Scottish Exhibition and Conference Centre |
| 13. Oktober 2011       | London               | Vereinigtes Königreich | The O2                                    |
| 15. Oktober 2011       | Birmingham           | Vereinigtes Königreich | LG Arena                                  |
| 16. Oktober 2011       | Newcastle            | Vereinigtes Königreich | Metro Radio Arena                         |
| 19. Oktober 2011       | Lyon                 | Frankreich             | Halle Tony Garnier                        |
| 20. Oktober 2011       | Paris                | Frankreich             | Palais Omnisports de Paris-Bercy          |
| 21. Oktober 2011       | Paris                | Frankreich             | Palais Omnisports de Paris-Bercy          |
| 22. Oktober 2011       | Antwerpen            | Belgien                | Sportpaleis                               |
| 25. Oktober 2011       | München              | Deutschland            | Olympiahalle                              |
| 26. Oktober 2011       | Frankfurt            | Deutschland            | Festhalle                                 |
| 28. Oktober 2011       | Herning              | Dänemark               | Jyske Bank Boxen                          |
| 30. Oktober 2011       | Oslo                 | Norwegen               | Oslo Spektrum                             |
| 1. November 2011       | Stockholm            | Schweden               | Ericsson Globe                            |
| 4. November 2011       | Hannover             | Deutschland            | TUI Arena                                 |
| 5. November 2011       | Leipzig              | Deutschland            | Arena Leipzig                             |
| 7. November 2011       | Zürich               | Schweiz                | Hallenstadion                             |
| 8. November 2011       | Köln                 | Deutschland            | Lanxess Arena                             |
| 9. November 2011       | Arnheim              | Niederlande            | GelreDome XS                              |
| 11. November 2011      | Antwerpen            | Belgien                | Sportpaleis                               |
| 13. November 2011      | London               | Vereinigtes Königreich | The O2                                    |
| 14. November 2011      | London               | Vereinigtes Königreich | The O2                                    |
| 15. November 2011      | London               | Vereinigtes Königreich | The O2                                    |
| 18. November 2011      | Birmingham           | Vereinigtes Königreich | LG Arena                                  |
| 19. November 2011      | Sheffield            | Vereinigtes Königreich | Sheffield Arena                           |
| 21. November 2011      | Manchester           | Vereinigtes Königreich | Manchester Evening News Arena             |
| 22. November 2011      | Nottingham           | Vereinigtes Königreich | Trent FM Arena                            |
| 23. November 2011      | Glasgow              | Vereinigtes Königreich | Scottish Exhibition and Conference Centre |
| 25. November 2011      | Dublin               | Irland                 | The O2                                    |
| 27. November 2011      | Newcastle            | Vereinigtes Königreich | Metro Radio Arena                         |
| 28. November 2011      | Manchester           | Vereinigtes Königreich | Manchester Evening News Arena             |
| 29. November 2011      | Birmingham           | Vereinigtes Königreich | NIA Arena                                 |
| 1. Dezember 2011       | London               | Vereinigtes Königreich | The O2                                    |
| 2. Dezember 2011       | Manchester           | Vereinigtes Königreich | Manchester Evening News Arena             |
| 3. Dezember 2011 (G)   | London               | Vereinigtes Königreich | The O2                                    |
| 4. Dezember 2011       | Hamburg              | Deutschland            | O2 World                                  |
| 6. Dezember 2011       | Łódź                 | Polen                  | Atlas Arena                               |
| 7. Dezember 2011       | Prag                 | Tschechien             | O2 Arena                                  |
| 8. Dezember 2011       | Budapest             | Ungarn                 | Papp László Budapest Sportaréna           |
| 10. Dezember 2011      | Zürich               | Schweiz                | Hallenstadion                             |
| 11. Dezember 2011      | Turin                | Italien                | Torino Palasport Olimpico                 |
| 12. Dezember 2011      | Mailand              | Italien                | Mediolanum Forum                          |
| 14. Dezember 2011      | Barcelona            | Spanien                | Palau Sant Jordi                          |
| 15. Dezember 2011      | Madrid               | Spanien                | Palacio de Deportes                       |
| 17. Dezember 2011      | Lissabon             | Portugal               | Pavilhão Atlântico                        |
| 20. Dezember 2011 (H)  | London               | Vereinigtes Königreich | The O2                                    |
| 21. Dezember 2011 (H)  | London               | Vereinigtes Königreich | The O2                                    |
| 22. Dezember 2011 (H)  | London               | Vereinigtes Königreich | The O2                                    |

Feste und verschiedene andere Shows
- (A) Dieses Konzert ist Teil der Hilfsaktion „Tragedy to Triumph“.[48] Alle Einnahmen wurden für die Tornado Opfer gespendet.
- (B) Dieses Konzert ist Teil der „Barbados Tourism“ Kampagne.
- (C) Dieses Konzert ist Teil der „On the Beach“ Beachparty.[49]
- (D) Diese Konzerte sind Teil des „Bergen Calling“.
- (E) Diese Konzerte sind Teil des „V Festivals“.[50]
- (F) Dieses Konzert ist Teil des „Rock in Rio Festival“.[51]
- (G) Dieses Konzert ist Teil des „Jingle Bell Ball“.
- (H) Diese Konzerte wurden für eine DVD mitgeschnitten.

Gestrichene und verlegte Shows
| 31. Oktober 2011 | Malmö, Schweden     | Malmö Arena    | Gestrichen aus gesundheitlichen Gründen |
| 2. November 2011 | Stockholm, Schweden | Ericsson Globe | Gestrichen aus gesundheitlichen Gründen |

### Verkaufsdaten
| Veranstaltungsort             | Stadt        | Eintrittskarten Verkauft / Verfügbar | Bruttoumsatz |
| ----------------------------- | ------------ | ------------------------------------ | ------------ |
| Bell Centre                   | Montreal     | 26.452 / 26.452 (100 %)              | 2.269.580 $  |
| Palace of Auburn Hills        | Auburn Hills | 10.639 / 11.135 (95 %)               | 474.198 $    |
| Rexall Place                  | Edmonton     | 11.634 / 13.127 (89 %)               | 855.923 $    |
| Staples Center                | Los Angeles  | 14.148 / 14.148 (100 %)              | 1.045.114 $  |
| Mohegan Sun Arena             | Uncasville   | 4.096 / 4.386 (93 %)                 | 356.751 $    |
| The O2 Arena                  | London       | 50.300 / 51.615 (97 %)               | 3.543.350 $  |
| Manchester Evening News Arena | Manchester   | 16.396 / 16.396 (100 %)              | 1.037.200 $  |
| Sportpaleis                   | Antwerp      | 17.604 / 17.622 (~100 %)             | 1.035.630 $  |
| TOTAL                         | TOTAL        | 160.617 / 166.369 (96 %)             | 11.277.133$  |